# Frontière entre la Hongrie et la Slovaquie
La frontière entre la Hongrie et la Slovaquie sépare ces deux pays, membres de l'Union européenne. Elle est en partie terrestre, et en partie fluviale, sur le Danube. C'est l'une des frontières intérieures de l'espace Schengen. 

## Géographie
L'extrémité ouest est le tripoint avec l'Autriche aux coordonnées 48° 00′ 24″ N, 17° 09′ 38″ E. En aval de Bratislava, le Danube forme la frontière fluviale sur environ 180 km et après Štúrovo/Párkány, son affluent l'Ipeľ/Ipoly prend le relais sur environ 150 km. À l'est, la Tisza forme la frontière fluviale sur 5 km jusqu'au tripoint avec l'Ukraine aux coordonnées 48° 24′ 19″ N, 22° 08′ 26″ E.
La montagne Veľký Milič (895 m) en slovaque ou Nagy-Milic en hongrois est le point culminant de la frontière entre les deux pays. Le point le plus bas de Slovaquie est situé sur la frontière au niveau du village de Klin nad Bodrogom (94 m).

## Historique

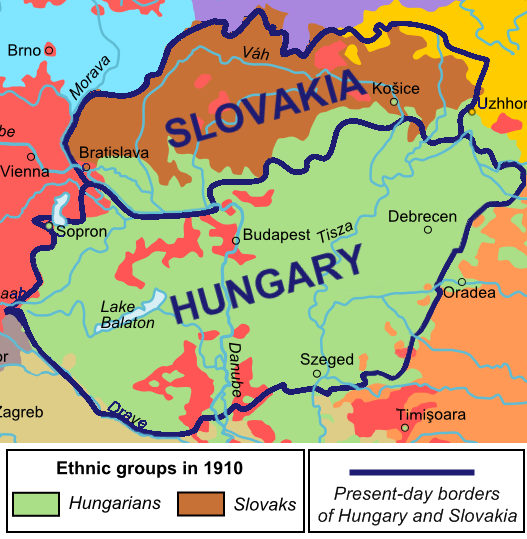
Carte linguistique de 1910 avec en superposition les frontières modernes, qui après la Première Guerre mondiale n'ont été basées qu'assez approximativement sur les frontières linguistiques.

La frontière entre la Slovaquie et la Hongrie date de l'indépendance de la Tchécoslovaquie en 1918. Elle a été tracée par la commission internationale « Lord » où des géographes comme Robert Seton-Watson (en) ou Emmanuel de Martonne et l'historien Ernest Denis jouèrent un rôle important, mais c'était alors un segment de la frontière hungaro-tchécoslovaque, confirmée par le traité de Trianon en 1920.

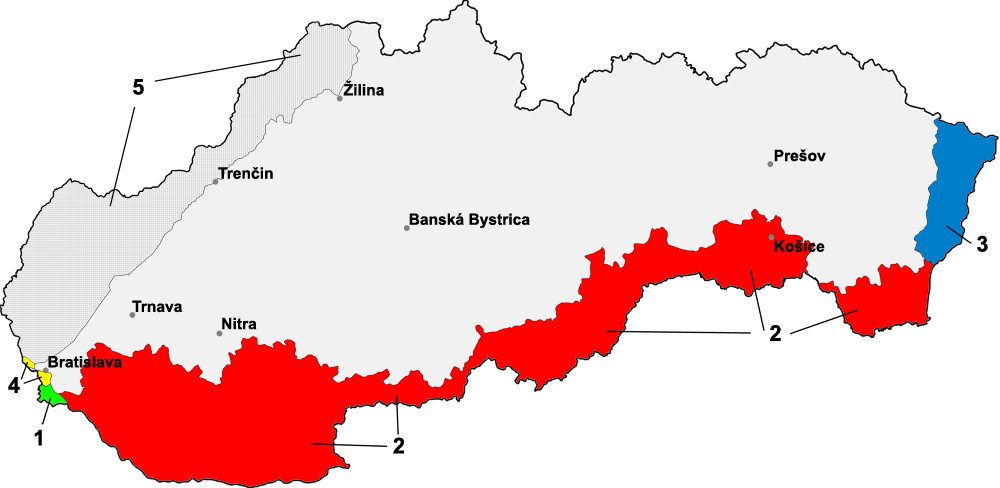
Modification de frontière de la Slovaquie durant la Seconde Guerre mondiale
1 et 4 territoires cédés à l'Allemagne, 2 Territoires cédés à la Hongrie après le premier arbitrage de Vienne, 3 Territoires cédés à la Hongrie après la guerre de mars 1939

Elle a été modifiée par le premier arbitrage de Vienne à la suite des accords de Munich, le 2 novembre 1938 en faveur de la Hongrie, représentée par son ministre des affaires étrangères Kálmán Kánya, qui obtient de la Tchécoslovaquie la cession de 11 927 km2 dont 10 390 km2 dans l'actuelle Slovaquie. Le 14 mars 1939, la Slovaquie prend la place de la Tchécoslovaquie en déclarant son indépendance. Du 23 mars 1939 au 31 mars 1939, la Hongrie attaque et vainc la Slovaquie : la frontière est de nouveau modifiée le 4 avril 1939 et la Slovaquie y perd encore 1 697 km2, avec 69 930 habitants et 78 communes à l'est du territoire dans les environs de Stakčín et Sobrance.
La frontière du traité de Trianon est rétablie au traité de paix de Paris en 1947, les Alliés victorieux restituant à la Tchécoslovaquie les territoires annexés par la Hongrie en 1938 et 1939. La Hongrie doit de plus céder trois communes de la rive droite du Danube à la Tchécoslovaquie (Dunacsún (Čunovo), Horvátjárfalu (Jarovce) et Oroszvár (Rusovce)) afin de créer le port de Bratislava.

## Formalités administratives
Les deux États sont signataires des accords de Schengen.

## Passages

### Points de passage routiers

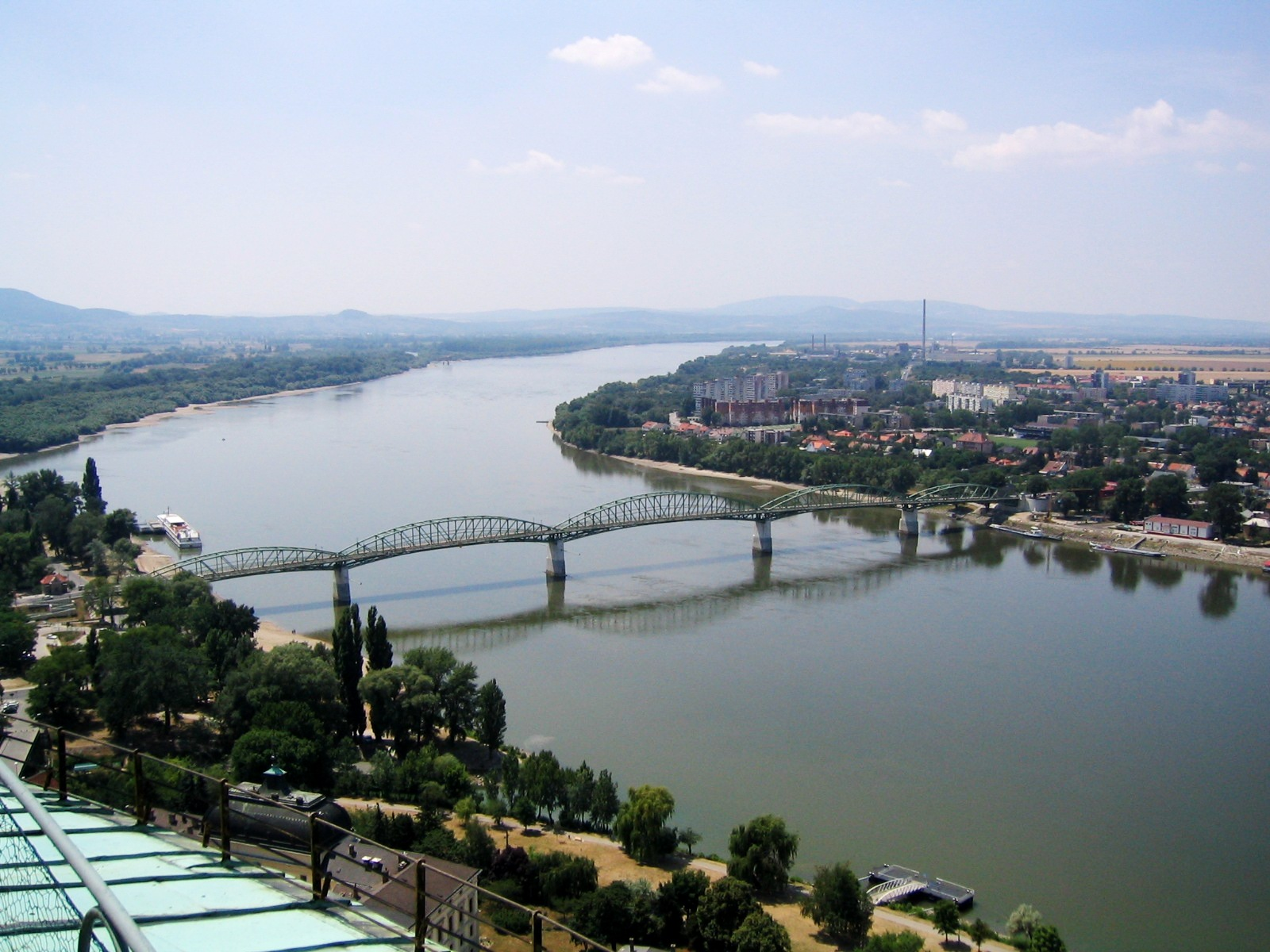
Le pont Marie-Valérie entre Štúrovo et Esztergom.

Le pont Marie-Valérie sur le Danube entre Štúrovo et Esztergom, déjà une première fois détruit en 1919 et dynamité à la fin de la Seconde Guerre mondiale par la Wehrmacht en retraite, est rouvert à la circulation en 2001.

### Points de passage ferroviaires
Il y a onze points de passages ferroviaires (dont actuellement deux fermés) entre la Hongrie et la Slovaquie.
| Code UIC | Ligne hongroise | Gare hongroise  | Opérateur | Ligne slovaque | Gare slovaque        | Opérateur | Remarques                                                               |
| -------- | --------------- | --------------- | --------- | -------------- | -------------------- | --------- | ----------------------------------------------------------------------- |
| 880      | 80              | Sátoraljaújhely | MÁV       | 190            | Slovenské Nové Mesto | ŽSR       | Voie unique non électrifiée                                             |
| 881      | 90              | Hidasnémeti     | MÁV       | 169            | Čaňa                 | ŽSR       | Voie unique électrifiée 25 kV 50 Hz côté Hongrie 3 kV CC côté Slovaquie |
| 882      | 94              | Tornanádaska    | MÁV       | 160            | Turňa nad Bodvou     | ŽSR       | Ligne fermée Voie unique non électrifiée                                |
| 883      | 92              | Bánréve         | MÁV       | 191            | Lenartovce           | ŽSR       | Voie unique non électrifiée                                             |
| 884      | 81              | Somoskőújfalu   | MÁV       | 164            | Fiľakovo             | ŽSR       | Voie unique non électrifiée                                             |
|          | 78              | Ipolytarnóc     | MÁV       | 161            | Kalonda              | ŽSR       | Voie unique non électrifiée                                             |
|          | 74              | Nógrádszakál    | MÁV       | 161            | Bušince              | ŽSR       | Voie unique non électrifiée                                             |
|          | 75              | Drégelypalánk   | MÁV       | 153            | Šahy                 | ŽSR       | Ligne déposée Voie unique non électrifiée                               |
| 887      | 70              | Szob            | MÁV       | 130            | Štúrovo              | ŽSR       | Double voie électrifiée 25 kV 50 Hz                                     |
| 888      | 3               | Komárom         | MÁV       | 135            | Komárno              | ŽSR       | Voie unique électrifiée 25 kV 50 Hz                                     |
| 889      | 1d              | Rajka           | GySEV     | 132            | Rusovce              | ŽSR       | Voie unique électrifiée 25 kV 50 Hz                                     |